# P.J.'s
Le P.J.'s ou PJ's était, de 1961 à 1973, un célèbre night-club de West Hollywood (Californie), situé au 8151, Santa Monica Boulevard. Dans ce club de jazz se retrouvaient les vedettes de la télévision et du cinéma, et les musiciens de jazz. Sa notoriété est devenue internationale grâce aux nombreux concerts de jazz, latin jazz ou rock, qui ont été enregistrés sur place, comme ceux de Bobby Fuller, The Standells, Rufus Thomas, Eddie Cano ou Trini Lopez.

## Les débuts
Le P.J.'s ouvre en février 1961, sous la direction de Paul Raffles, Chuck Murano, Bill Daugherty et Elmer Valentine (en), le cofondateur du Whisky A Go-Go en 1964. Ensemble, ils imaginent un restaurant - club de jazz convivial où se retrouverait une clientèle de musiciens et de célébrités d'Hollywood, pour dîner ou prendre un verre, ouvert bien plus tard que les autres. La politique de prix se veut accessible, sans ticket d'entrée ni minimum de consommation. De 1961 à 1967, le P.J.'s devient en effet l'un des clubs les plus courus de la ville. Les spectacles commencent à 17 heures et se terminent vers 5 heures du matin.
D'une capacité de 485 places, le club est équipé de deux salles : la Main Room à l'arrière, et la Junior Room à l'avant, plus petite et dans laquelle se tenaient plutôt les concerts de latin jazz. Pendant plusieurs années l'affiche du club présente le quartet d'Eddie Cano dans la Junior Room. Dans la Back Room se produisent le guitariste Barney Kessel et le guitariste et chanteur Trini Lopez.

## Les années 1962-1965
Trini Lopez joue au P.J.'s pendant deux ans, et donne au club sa réputation de lieu à la mode. Pour autant, le public ne dispose que de place assises, il n'y a pas de piste de danse. Joey Bishop, Steve Allen, Don Rickles, Lenny Bruce, Ann-Margret et Henry Fonda font partie des célébrités que l'on y croise régulièrement.
D'autres clubs de jazz apparaissent à la même époque, qui attirent la jeunesse huppée de Los Angeles, comme le Manne Hole au Col de Cahuenga, le Cinegrill à l'Hotel Roosevelt, le Crescendo (le Trip), le Golden Violin et le Crazy Horse dans le quartier du Sunset Strip.
Entre 1963 et 1964 apparaît le Watusi (en), une nouvelle danse qui devient à la mode, peu de temps après le Twist et le Mashed Potato (en). Les propriétaires aménagent alors une piste de danse, le piano-bar est déplacé dans la Main Room, et le succès est immédiat. Un nouvel investissement de 125 000 dollars permet d'agrandir la Main Room de 600m2 à l'arrière du bâtiment, et d'ouvrir une nouvelle piste de danse de 154 places au premier étage.
La salle de danse du rez-de-chaussée accueille des groupes de rock dès 1964 (Bobby Fuller, The Standells). 
En novembre 1965, le P.J.'s peut accueillir trois orchestres en même temps : Eddie Cano et son groupe toujours dans la Junior Room, The Standells sur la première piste de danse, le Jerry Wright Trio sur la deuxième. La clientèle du P.J.'s est un mélange de beatniks barbus venus écouter du jazz, de jeunes attirés par les nouveaux groupes de rock, et de gens aisés en tenue de soirée.

## Les années 1966-1968
Le P.J.'s continue à présenter des concerts de jazz pendant quelques années, la concurrence avec d'autres clubs étant de plus en plus rude : The Shelly's Manne-Hole et The Ice House à Pasadena, le Lighthouse Café (en) à Hermosa Beach.
En février 1968, après sept ans de succès, Paul Raffles décide de fermer le P.J.'s. Le club est vendu en mars aux propriétaires du Sneaky Pete's, un restaurant bien connu sur le Sunset Strip, et il conserve son nom. Le groupe d'Eddie Cano y aura joué jusqu'au dernier soir.

## Du P.J.'s au Starwood
La diversité des musiques est maintenue avec les nouveaux propriétaires : jazz, soul, funk, doo-wop, rhythm and blues, disco, et chanteurs de variétés. On y voit notamment jouer Thelma Houston (1970), Carmen McRae, The Isley Brothers, Freda Payne, et Ray Charles (1971). La revue topless Skins y est présentée tous les soirs.
En 1972, le club est revendu au trafiquant de drogue et homme d'affaires Eddie Nash (Adel Nasrallah), également propriétaire des clubs The Odyssey sur Beverly Boulevard, Soul'd Out Club (ou Club Lingerie) au 6507 Sunset Strip, The Kit Kat Strip Club, Paradise Ballroom, Ali Baba's et Seven Seas, tous situés à proximité du Grauman's Chinese Theatre.
Eddie Nash le rebaptise Starwood Club (en), refait la façade, et y produit des concerts de punk rock et de heavy metal. Les deux salles sont rebaptisées Lido Room et Copa Room. À la fin des années 1970, de grandes stars du rock et de la pop y donnent également des concerts : The Runaways, Dr Feelgood (1976), Cheap Trick, John Cale, The Damned (1977), Blondie, Flamin' Groovies (1979), Blue Oyster Cult, Quiet Riot, John Hiatt (1980).
En 1981, la salle est définitivement fermée par la municipalité à la suite de nombreuses plaintes et procès pour tapage nocturne, mais surtout par l'ampleur de l'affaire naissante des meurtres de Wonderland qui accuse directement Nash. Un supermarché est maintenant construit à la place.

## Discographie "Live at P.J.'s"
- 1961 : Eddie Cano at P.J.'s, Reprise Records / Reprise 6030
- 1963 : Trini Lopez at PJ's, Reprise Records / Reprise 6093
- 1963 : More Trini Lopez at PJ's, Reprise Records
- 1965 : The Bobby Fuller Four - Celebrity Night at PJ's
- 1965 : The Standells In Person at the PJ's, Liberty
- 1965 : The Bobby Fuller Four Live At PJ's Plus!, Mustang Records
- 1967 : Eddie Cano & His Quintet : 1967 Brought Back Live From P.J.'s, Dunhill Records / Dunhill DS-50018
- 1967 : Barney Kessel Trio Live in Los Angeles at PJ's Club, Gambit Records
- 1969 : Timi Yuro Live at PJ's, RPM
- 1971 : Rufus Thomas: Doing The Push And Pull At PJ's (Stax STS-2039)
- 1971 : Kool and The Gang: Live at PJ's Hollywood California, De-Lite Records